# Brad (группа)
Brad (с англ. — «Брэд») — американская супергруппа, основанная Стоуном Госсардом из Pearl Jam.

## История
После того, как в 1992 году Pearl Jam стали очень популярной группой, гитарист Стоун Госсард решил создать сторонний проект вместе с барабанщиком Реганом Хагаром. К ним присоединились вокалист Шон Смит и бас-гитарист Джереми Тобак. Весной 1993 года музыканты работали над собственным материалом, а летом 1993 вышел их дебютный альбом Shame. Пластинка получила смешанные критические отзывы и не очень хорошо продавалась. Через три года группа выпустила второй альбом Interiors. Запись также не стала коммерчески успешной, но у группы начала появляться своя собственная группа поклонников. Brad провели концертный тур, выступая на разогреве у Бена Харпера, пока основные группы музыкантов были неактивны.
Следующего альбома поклонникам группы пришлось ждать до 2002 года. На записи Джереми Тобака заменил Майк Берг и летом 2002 вышел третий альбом группы — Welcome to Discovery Park. В 2003 году Brad гастролировали в Австралии, после чего начали работу над четвёртым альбомом. Хотя запись и была почти готова, пластинка не выходила в свет вплоть до 2010 года. Тем временем группа приняла участие в выпуске сборника Brad Vs. Satchel, содержащего коллекцию демозаписей Brad и другого проекта Шона Смита под названием Satchel. В октябре 2007 года к группе присоединился гитарист Malfunkshun Кевин Вуд, но его участие носило скорее неофициальный характер. Наконец, в августе 2010 года на Monkeywrench Records вышел четвёртый студийный альбом Best Friends?, а в начале 2012 на лейбле Razor & Tie — пятая пластинка United We Stand.

## Дискография
Альбомы
- 1993 — Shame[англ.]
- 1997 — Interiors[англ.]
- 2002 — Welcome to Discovery Park[англ.]
- 2010 — Best Friends?[англ.]
- 2012 — United We Stand[англ.]

Сборники
- 2005 — Brad vs Satchel[англ.][2]